# Гавайский гидролаг
Гавайский гидролаг (Hydrolagus purpurescens) — вид хрящевых рыб из семейства химеровых (Chimaeridae).

## Описание
Тело удлинённое, сильно утончается в задней части. Голова толстая с округлым рылом. Глаза крупные. Рот нижний, небольшой, поперечный. Анальный плавник не выделяется как самостоятельный. Глубокая вырезка, отделяющая анальный плавник от хвостового отсутствует. Второй спинной плавник сплошной. Верхний край второго спинного плавника прямой или слабо вогнутый. Высота этого плавника в средней части практически равна его высоте в передней части. Колючка срастается с первым спинным плавником практически до верхушки. Вершина первого спинного плавника закруглённая. Хвостовой плавник заканчивается длинной хвостовой нитью.

## Ареал
Вид распространён в водах Гавайских островов, Японии, заливе Сагами.

## Биология
Обитают на большой глубине до 3600 м. Размножаются откладывая яйца, заключённые в прочную роговую капсулу с выступами по углам. Гавайский гидролаг является бентофагом — питается в основном беспозвоночными: ракообразными, моллюсками, червями и иглокожими, иногда рыбами.